# Mika Špiljak
Mika Špiljak (Odra kod Siska, 28. studenog 1916. – Zagreb, 18. svibnja 2007.) bio je hrvatski partizan, komunist i političar, a od 15. svibnja 1983. do 15. svibnja 1984. predsjednik Predsjedništva SFRJ.

## Životopis
Rodio se u Bušinu, prvom selu do Pregrade, par dana prije preseljenja u Odru Sisačku, prvom selu do Siska na cesti prema Zagrebu. Otac Dragutin bio radio je na željeznici. Po školovanju je Mika Špiljak bio postolar.
Već 1933. priključuje se radničkom pokretu, 1935. postaje članom SKOJ-a, a 1938. Komunističke partije Jugoslavije.

### Antifašistička borba
Kad je 22. lipnja 1941. nacistička Njemačka napala Sovjetski Savez i time raskinula Pakt Ribbentrop-Molotov, Mika Špiljak bio je u skupini onih komunista koji su izašli iz grada, prvo u Žabno, susjedno selo Odri, a potom i u šumu Brezovicu, gdje su osnovali Prvi sisački partizanski odred (vidi: Dan antifašističke borbe). Od svibnja 1942. bio je politički komesar 6. banijskog bataljuna, a do kraja Drugog svjetskog rata ostaje na važnim dužnostima u SKOJ-u i KPJ.

### Uspon u politici poslijeratne Hrvatske
Nakon Drugog svjetskog rata bio je tajnik Narodne fronte za grad Zagreb, a od 1949. do 1950. bio je i gradonačelnik Zagreba. Od 1945. do 1951. bio je i sekretar Gradskog komiteta Komunističke partije Hrvatske. Veliki utjecaj na život glavnog grada Hrvatske omogućio mu je i uspon u političkoj hijerarhiji u tadašnjoj Hrvatskoj, tako da je od 1951. do 1958. djelovao u Izvršnom komitetu CK Saveza komunista Hrvatske, a od 1963. do 1967. bio predsjednik Izvršnog vijeća Sabora SR Hrvatske, to jest tadašnje hrvatske vlade. U tom je svojstvu sudjelovao i na pripremama za Brijunski plenum SKJ (održan 1. srpnja 1966.), na kojem je politički likvidiran Aleksandar Ranković.

### Na saveznim dužnostima u Beogradu
Nakon toga odlazi u Beograd gdje će obavljati niz saveznih dužnosti. Mika Špiljak za taj će svoj odlazak iz Hrvatske optuživati Vladimira Bakarića, vjerujući da ga je ovaj htio odstraniti i smanjiti mu utjecaj. U Beogradu najprije obavlja dužnost predsjednika Saveznog izvršnog vijeća, to jest savezne vlade. Tu dužnost preuzima 16. svibnja 1967. i na njoj ostaje do 18. svibnja 1969. 1968. odlazi u posjet u Vatikan gdje priprama teren za Titov posjet Vatikanu 1971., gdje ga je primio papa Pavao VI. Kao predsjednik Vijeća naroda Skupštine SFRJ svečano je proglasio i potpisao Ustav SFRJ iz 1974. (21. veljače). Krajem 1970-ih preuzima utjecajnu dužnost predsjednika Vijeća Saveza sindikata Jugoslavije.

### Jačanje utjecaja u Hrvatskoj
U vrijeme ekonomske krize u SFRJ, 1982. ulazi u Presjedništvo Centralnog komiteta Saveza komunista Hrvatske, a ubrzo, nakon smrti Vladimira Bakarića (1983.), ulazi i u Predsjedništvo SFRJ. U to je vrijeme i član Savjeta za zaštitu ustavnog poretka. Kao predsjednik Predsjedništva SFRJ, 1984. u Sarajevu izgovorio je i rečenicu: „Proglašavam da su 14. zimske olimpijske igre u Sarajevu otvorene!“
Među hrvatskim komunistima bio je jedan od predstavnika tvrđe struje, zajedno sa Stankom Stojčevićem. Do 1986. bio je predsjednik Predsjedništva CK SKH, kad ga na tom mjestu zamjenjuje upravo Stanko Stojčević. Premda je Bakarić već bio mrtav, sukobi među Hrvatskim komunistima nastavili su se između Špiljaka i Stojčevića s jedne strane, te Stipe Šuvara i starijih komunista, Bakarićeve struje, koji su ga javno ili potajno podržavali.

### Ubojstvo Stjepana Đurekovića
Ime Mike Špiljaka u zadnje vrijeme se često povezuje sa slučajem ubojstva hrvatskog emigranta i bivšeg direktora u INA-i Stjepana Đurekovića kojeg je jugoslavenska tajna služba UDBA ubila u Njemačkoj 1983. godine. Za ubojstvo je 2008. u Njemačkoj osuđen SDS-ov suradnik Krunoslav Prates na doživotni zatvor. Njemačka traži izručenje,koje je naposljetku i dobila, Josipa Perkovića zbog istog ubojstva. Donošenjem Zakona prozvanim Lex Perković vlada lijeve koalicije predvođene SDP-om i HNS-om ulazi u sukobe s Europskom komisijom te europska povjerenica Viviane Reding tvrdi da Hrvatska štiti pripadnike bivše komunističke elite.
Svjedoci pred njemačkim pravosuđem optužuju Miku Špiljka da je naručio ubojstvo Stjepana Đurekovića koji je znao za financijske malverzacije njegovog sina Vanje koji je bio direktor u INA-i.
Vinko Sindičić na toj audio snimci, na korektnom njemačkom, nedvojbeno tvrdi da je ubojstvo “naručio” tadašnji visoki partijski dužnosnik Mika Špiljak, kako bi zaštitio svoga sina Vanju, također jednog od direktora u Ini, koji je navodno bio umiješan u financijske malverzacije vezano za uvoz nafte. “Vanja je pronevjerio veliki iznos novca, koji je on ubirao po europskim tržištima nafte. Đureković je znao za Špiljkove malverzacije pa je bio nezgodan svjedok.” Kako se krug istrage oko Vanje Špiljka stezao, prema Sindičićevom iskazu, Mika Špiljak je shvatio da mu Stjepan Đureković, koji je sve znao o malverzacijama u Ini, predstavlja najveću opasnost za sina, ali i posredno za njega jer se vjerojatno ne bi uspio održati na visokoj dužnosti ako bi mu sin završio u zatvoru zbog malverzacija.

## Odlikovanja
Mika Špiljak odlikovan je ordenom Narodnog heroja Jugoslavije.